# Rivergrove (Oregon)
Rivergrove az Amerikai Egyesült Államok északnyugati részén, Oregon államban, elsősorban Clackamas megyében helyezkedik el; területe Washington megyébe is átnyúlik. A 2010. évi népszámláláskor 370 lakosa volt. A város területe 0,41 km², melynek 100%-a szárazföld. A terület vízben gazdag.
Neve a várostól északra található Tualatin-folyó és a Lake Oswegóhoz csatolt Lake Grove nevének kombinációjából ered.
A rendfenntartást és a tűzvédelmet a Tualatin Valley Fire and Rescue látja el.
Az Odaát 2. évadának A vírus című epizódja a városban játszódik.

## Történet
Rivergrove 1971. január 27-én kapott városi rangot a lakosok 57/48 arányú szavazataival. Ez főleg azért volt fontos a helyieknek, mert féltek, hogy az északnyugatra lévő Lake Oswegóhoz vagy a délnyugatra lévő Tualatinhoz csatolják őket; ezenfelül saját maguk szerettek volna rendelkezni a telkek határairól; ezt a jogot a várossá nyilvánításig Clackamas megye gyakorolta. Az 1960-as évek második felében nagy visszhangot váltott ki az egyik lakótelken tervezett uszoda és konditerem; ez volt Rivergrove egyetlen kereskedelmi egysége, mígnem 2005-ben lebontották, és helyére lakóházakat terveztek.
A három, a városba futó utcán lévő jelzéseken kívül semmi nem választja el Rivergrove-ot a megye többi részétől. Több mai lakos már a kezdetektől itt él. Az utóbbi években egyre népszerűbb lett a környékbeli erdős részek és nagy telkek miatt. A legtöbb lakóépületet a késő 1950-es és a korai 1970-es évek között építették, de néhány ház már 1910-ben is állt.

## Népesség

### 2010
A 2010-es népszámláláskor a városnak 289 lakója, 123 háztartása és 85 családja volt. A népsűrűség 704,9 fő/km2. A lakóegységek száma 133, sűrűségük 321,4 db/km2. A lakosok 94,1%-a fehér,   3,1%-a ázsiai,  0,3%-a egyéb, 2,4%-a pedig kettő vagy több etnikumú. A spanyol vagy latino származásúak aránya 2,4% (0,3% mexikói,   2,1% egyéb spanyol vagy latino származású.)
A háztartások 26,8%-ában élt 18 évnél fiatalabb. 61,8% házas, 4,1% egyedülálló nő, 3,3% egyedülálló férfi, 30,9% pedig nem család. 25,2% egyedül élt; 9,8%-uk 65 éves vagy idősebb. Egy háztartásban átlagosan 2,35 személy élt; a családok átlagmérete 2,82 fő.
A medián életkor 49,5 év volt. A város lakóinak 21,1%-a 18 évesnél fiatalabb, 3,6% 18 és 24 év közötti, 17,3%-uk 25 és 44 év közötti, 39,9%-uk 45 és 64 év közötti, 18,3%-uk pedig 65 éves vagy idősebb. A lakosok 54,7%-a férfi, 47,3%-a pedig nő.

### 2000
A 2000-es népszámláláskor  a városnak 324 lakója, 117 háztartása és 87 családja volt. A népsűrűség 790,2 fő/km2. A lakóegységek száma 122, sűrűségük 297,6 db/km2. A lakosok 93,8%-a fehér,   2,5%-a ázsiai,  1,5%-a egyéb-, 2,2%-a pedig kettő vagy több etnikumú. A spanyol vagy latino származásúak aránya 2,8% (1,9% mexikói,   0,9% pedig egyéb spanyol/latino származású.)
A háztartások 34,2%-ában élt 18 évnél fiatalabb. 69,2% házas, 3,4% egyedülálló nő; 24,8% pedig nem család. 18,8% egyedül élt; 4,3%-uk 65 éves vagy idősebb. Egy háztartásban átlagosan 2,77 személy élt; a családok átlagmérete 3,18 fő.
A város lakóinak 27,5%-a 18 évesnél fiatalabb, 4,3% 18 és 24 év közötti, 28,7%-uk 25 és 44 év közötti, 32,4%-uk 45 és 64 év közötti, 7,1%-uk pedig 65 éves vagy idősebb. A medián életkor 39 év volt. Minden 100 nőre 94 férfi jut; a 18 évnél idősebb nőknél ez az arány 102,6.
A háztartások medián bevétele 85 000 amerikai dollár, ez az érték családoknál $93 212. A férfiak medián keresete $58 125, míg a nőké $40 500. A város egy főre jutó bevétele (PCI) $31 546. A családok 4,8%-a, a teljes népesség 4,7%-a élt létminimum alatt; a 18 év alattiaknál ez a szám 8,6%, a 65 évnél idősebbeknél pedig %.

## Fordítás
Ez a szócikk részben vagy egészben  a   Rivergrove, Oregon című angol Wikipédia-szócikk ezen változatának fordításán alapul.  Az eredeti cikk szerkesztőit annak laptörténete sorolja fel. Ez a jelzés csupán a megfogalmazás eredetét és a szerzői jogokat jelzi, nem szolgál a cikkben szereplő információk forrásmegjelöléseként.